# Hugo von Habermann
Hugo Edler von Habermann (Troppau, 5. rujna 1862. – Zwettl, 23. listopada 1935.) je bio austrougarski general i vojni zapovjednik. Tijekom Prvog svjetskog rata zapovijedao je 5. pješačkom divizijom i XI. korpusom na Istočnom bojištu.

## Vojna karijera
Hugo von Habermann je rođen 5. rujna 1862. u Troppau. Od travnja 1909. obnaša dužnost načelnika stožera X. korpusa koju dužnost obnaša dvije godine, do ožujka 1911. godine. Čin general bojnika dostigao je u svibnju 1911., dok je u čin podmaršala promaknut u kolovozu 1914. godine.

## Prvi svjetski rat
U studenom 1914. postaje zapovjednikom 5. pješačke divizije zamijenivši na tom mjestu Karla Scottija. Navedena divizija ušla je u sastav Armijske grupe Pflanzer-Baltin, te potom u sastav 7. armije u sastavu kojih sudjeluje u Karpatskim operacijama, te ofenzivi Gorlice-Tarnow. Habermann 5. pješačkom divizijom zapovijeda do srpnja 1916. kada tijekom Brusilovljeve ofenzive od smijenjenog Ignaza von Korde preuzima zapovjedništvo nad XI. korpusom. U studenom 1917. unaprijeđen je u čin generala topništva.
Habermann XI. korpusom zapovijeda do travnja 1918. kada je korpus rasformiran, nakon čega postaje zapovjednikom novoformiranog 7. Glavnog zapovjedništva (Generalkommando 7). Ubrzo međutim, u lipnju 1918., i navedeno glavno zapovjedništvo je rasformirano, te je na osnovi jedinica koje su ga činile ponovno formiran XI. korpus čijim je zapovjednikom ponovno imenovan Habermann. Sa XI. korpusom koji je ušao u sastav Istočne armije sudjeluje u okupaciji Ukrajine, te istim zapovijeda sve do kraja rata.

## Poslije rata
Nakon završetka rata Habermann je s 1. siječnjem 1919. umirovljen. Preminuo je 23. listopada 1935. u 74. godini života u Zwettlu.

## Vanjske poveznice
(eng.) Hugo von Habermann na stranici Axis History Forum